# Giovanni Degni
Giovanni Degni (Roma, 28 settembre 1900 – Roma, 2 novembre 1975) è stato un allenatore di calcio e calciatore italiano, di ruolo mediano.

## Caratteristiche tecniche

### Giocatore
Era un mediano che si adattava anche a fare il difensore centrale.

## Carriera

### Giocatore
Nel 1921 fu acquistato dall'Alba Roma. Nel 1927 passò alla neocostituita Roma, con cui ha disputato 85 presenze nei quattro anni di permanenza nella squadra capitolina, senza siglare nessuna rete (se non si considera la sua unica marcatura segnata in Coppa Coni 1927-1928, trofeo poi vinto dalla stessa Roma).
Passò poi al Lecce in Serie B dove restò per una sola stagione, collezionando 23 presenze senza però riuscire ad evitare la retrocessione per la squadra pugliese.
Chiude la carriera col calcio giocato scendendo ancora di categoria, nel Catania, arrivando a stagione in corso nel 1932-1933 e conquistando la promozione in Serie B, da titolare in mediana, nel 1933-1934.

### Allenatore
Da allenatore, dopo aver iniziato nel Catania (subentra nel 1937-1938 e conquista la promozione in B nel 1938-1939), è rimasto alla società romana nel corso dei campionati 1945-1946 e 1946-1947; Dal 1948 al 1951 torna ad allenare l'Anconitana dopo la precedente esperienza praticata nella stagione 1940-1941.
Nel 1948-1949 torna a Catania per guidare il neonato Club Calcio, in Serie C. La squadra punta alla promozione in B, ma dopo otto giornate al suo bilancio non c'e niente oltre tre vittorie, due pareggi e tre sconfitte e la sconfitta a Messina contro l'Arsenale sancisce l'esonero dell'allenatore, sostituito da József Bánás.
Tra le sue squadre sono anche L'Aquila e il Lecce.

## Statistiche

### Presenze e reti nei club
| Stagione         | Squadra          | Campionato       | Campionato | Campionato | Coppe nazionali | Coppe nazionali | Coppe nazionali | Totale | Totale |
| Stagione         | Squadra          | Comp             | Pres       | Reti       | Comp            | Pres            | Reti            | Pres   | Reti   |
| ---------------- | ---------------- | ---------------- | ---------- | ---------- | --------------- | --------------- | --------------- | ------ | ------ |
| 1922-1923        | Alba Roma        | 1ºD              | 13         | 12         | -               | -               | -               | 13     | 12     |
| 1923-1924        | Alba Roma        | 1ºD              | 17         | 12         | -               | -               | -               | 17     | 12     |
| 1924-1925        | Alba Roma        | 1ºD              | 17         | 9          | -               | -               | -               | 17     | 9      |
| 1925-1926        | Alba Roma        | 1ºD              | 16         | 11         | -               | -               | -               | 16     | 11     |
| Totale Alba Roma | Totale Alba Roma | Totale Alba Roma | 63         | 44         |                 | -               | -               | 63     | 44     |
| 1926-1927        | Alba Audace      | DN               | 18         | 0          | ?               | ?               | ?               | 18     | 0      |
| 1927-1928        | Roma             | DN               | 16         | 0          | Coppa Coni      | 15              | 1               | 31     | 1      |
| 1928-1929        | Roma             | DN               | 19         | 0          | -               | -               | -               | 19     | 0      |
| 1929-1930        | Roma             | A                | 34         | 0          | -               | -               | -               | 34     | 0      |
| 1930-1931        | Roma             | A                | 17         | 0          | -               | -               | -               | 17     | 0      |
| Totale Roma      | Totale Roma      | Totale Roma      | 86         | 0          |                 | 15              | 1               | 101    | 1      |
| 1931-1932        | Lecce            | B                | 23         | 0          | -               | -               | -               | 23     | 0      |
| 1932-1933        | Catania          | 1ªD              | 15         | 0          | -               | -               | -               | 15     | 0      |
| 1933-1934        | Catania          | 1ªD              | 20+6       | 2+0        | -               | -               | -               | 26     | 2      |
| Totale Catania   | Totale Catania   | Totale Catania   | 35+6       | 2+0        |                 | -               | -               | 41     | 2      |
| Totale carriera  | Totale carriera  | Totale carriera  | 225+6      | 46+0       |                 | 15              | 1               | 246    | 47     |

### Statistiche da allenatore
| Stagione  | Squadra            | Campionato                  | Piazzamento                                  | Andamento | Andamento | Andamento | Andamento | Andamento  |
| Stagione  | Squadra            | Campionato                  | Piazzamento                                  | Giocate   | Vittorie  | Pareggi   | Sconfitte | % vittorie |
| --------- | ------------------ | --------------------------- | -------------------------------------------- | --------- | --------- | --------- | --------- | ---------- |
| 1937-1938 | Catania            | C                           | Sub., 4º                                     | 19        | 12        | 4         | 3         | 63,16      |
| 1938-1939 | Catania            | C                           | 1º, prom.                                    | 22        | 16        | 4         | 2         | 72,73      |
| 1939-1940 | Anconitana-Bianchi | B                           | 4º                                           | 34        | 16        | 9         | 9         | 47,06      |
| 1940-1941 | Anconitana-Bianchi | B                           | 16º, retrocess.                              | 34        | 9         | 7         | 18        | 26,47      |
| 1941-1942 | Anconitana-Bianchi | C                           | 1º in girone F, 2º in girone finale B, prom. | 36        | 27        | 5         | 4         | 75,00      |
| 1942-1943 | Lecce              | C                           | 1º in girone M, 3º nel girone finale B       | 32        | 19        | 7         | 6         | 59,38      |
| 1943-1944 | Avia Roma          | Campionato Romano 1943-1944 | 7º                                           | 18        | 5         | 5         | 8         | 27,78      |
| 1945-1946 | Roma               | DN                          | 6º                                           | 34        | 14        | 10        | 10        | 41,18      |
| 1946-1947 | Roma               | A                           | 15º                                          | 38        | 12        | 9         | 17        | 31,58      |
| 1948-1949 | Catania            | C                           | Sost.                                        | 8         | 3         | 2         | 3         | 37,50      |
| 1949-1950 | Anconitana         | C                           | 1º, prom.                                    | 40        | 25        | 8         | 7         | 62,50      |
| 1950-1951 | Anconitana         | B                           | Sost.                                        | 6         | 1         | 1         | 4         | 16,67      |
| Totale    | Totale             | Totale                      | Totale                                       | 49        | 31        | 10        | 8         | 63,27      |

## Palmarès

### Calciatore
- Coppa CONI: 1

Roma: 1927-1928
- Prima Divisione: 1

Catania: 1933-1934

### Allenatore
- Campionato italiano Serie C: 4

Catania: 1938-1939
Lecce: 1942-1943
Anconitana: 1941-1942, 1949-1950